# Euripide
Sauf précision contraire, les dates de cet article sont sous-entendues « avant l'ère commune », c'est-à-dire « avant Jésus-Christ ».
Œuvres principales
Médée (-431), Andromaque (-426), Hécube (-424), Les Troyennes (-415), Les Bacchantes (-405)
Euripide (en grec ancien Εὐριπίδης / Euripídês), né vers 480 avant J.-C. en Salamine et mort en 406 avant J.-C. en Macédoine, est un des trois grands tragédiens de l'Athènes classique, avec Eschyle et Sophocle. Certains auteurs antiques lui attribuent 95 pièces, mais selon la Souda, il n'en écrivit pas plus de 92, dont 18 ou 19 conservées dans leur intégralité ; il existe des fragments, certains de longueur importante, de la plupart des autres pièces. Il reste d'Euripide plus de pièces que d'Eschyle et Sophocle réunis, parce que sa popularité augmentait tandis que la leur déclinait. Il connut un immense succès durant l'époque hellénistique. Connu parmi les écrivains de l'Athènes classique pour sa sympathie sans égale envers toutes les victimes de la société, femmes incluses, ses contemporains l'ont associé à Socrate, et en ont fait le porte-parole d'un intellectualisme décadent. Les deux personnages se trouvent fréquemment raillés par des poètes comiques comme Aristophane. Alors que Socrate fut traîné en justice pour être finalement exécuté au motif d'une « corruption des mœurs », Euripide a choisi l'exil volontaire à un âge avancé, en Macédoine, où il meurt.
Euripide est à l'origine d'innovations qui ont profondément influencé le théâtre, particulièrement par sa représentation des héros traditionnels et mythiques comme des personnes ordinaires faisant face à des circonstances extraordinaires. Il a fait, par cette nouvelle approche, figure de pionnier, et des écrivains ont plus tard adapté à la comédie ces développements, dont certains sont caractéristiques du roman de chevalerie. Il fut aussi « le plus tragique des poètes », se concentrant sur les motifs profonds de ses personnages d'une façon inédite,. Il fut « l'inventeur de […] la cage théâtrale où se déroule l'Othello de Shakespeare, la Phèdre de Racine ou le théâtre d'Ibsen et de Strindberg, […] emprisonnant des femmes et des hommes qui se détruisent mutuellement par l'intensité de leurs amours et de leurs haines. »

## Biographie

### Sources
La vie d'Euripide est mal connue, les sources anciennes étant tardives et reprenant sur son compte des éléments douteux, souvent colportés par les poètes comiques dont il fut la cible : on possède ainsi une Vie, écrite par un auteur anonyme, mêlant de nombreuses légendes à des faits crédibles ; un chapitre des Nuits Attiques d’Aulu-Gelle consacré à Euripide ; trois épigrammes funéraires de l’Anthologie palatine.
Pour Justina Gregory, les détails biographiques proviennent presque entièrement de trois sources invérifiables :
- le folklore, employé par les anciens pour donner de la consistance à la biographie des auteurs ;
- la parodie, employé par les comiques contemporains pour ridiculiser les poètes tragiques ;
- les indices « autobiographiques » glanés de ses pièces.

### Débuts
Selon la tradition, Euripide naît à Salamine le jour même de la bataille, en 480, d'une famille athénienne réfugiée sur l'île pour échapper aux Perses. Son nom viendrait de l'Euripe, détroit entre le continent et l'île d'Eubée. Son père, Mnésarque, était un commerçant au détail qui vivait dans un village proche d'Athènes. Après qu'un oracle lui eut annoncé que son fils était destiné à remporter des « lauriers de la victoire », Mnésarque insista pour qu'il suive un entraînement en vue d'une future carrière d'athlète. Il servit durant un temps comme danseur et porteur de torche dans les rituels consacrés à Apollon Zosterios. Selon le Traité de l’Ivresse de Théophraste, Euripide fut échanson de certains des citoyens de premier ordre, des danseurs appelés « Orchestes », qui dansaient autour du temple de l’Apollon délien. Aristophane insinue à de nombreuses reprises dans ses pièces qu'il est de basse extraction, ce que confirme Théophraste. Néanmoins, sa culture montre une éducation coûteuse, auprès de sophistes comme Prodicos de Céos ou Protagoras, ce qui n'aurait guère été possible si sa mère avait effectivement vendu des herbes, comme le veut une tradition qui le raille.

Euripide participe également à des jeux gymniques, et est couronné aux jeux théséens. Contemporain de Socrate, il est aussi son ami. Selon le poète comique Téléclidès, le philosophe fut le coauteur des pièces d'Euripide. Selon Aristophane, le prétendu auteur collaborateur était un acteur renommé, Céphisophon, qui partageait également la maison du tragédien ainsi que sa femme, tandis que Socrate enseignait à une école entière de plaisantins comme Euripide : 

« Il est donc bon de ne pas demeurer assis auprès de Socrate, pour bavarder, dédaignant la musique et méprisant les sublimités de l’art tragique. Tenir des discours emphatiques, débiter des subtilités niaises, et passer à cela une vie oisive, c’est le fait d’un homme qui a perdu la raison. »

### Carrière théâtrale

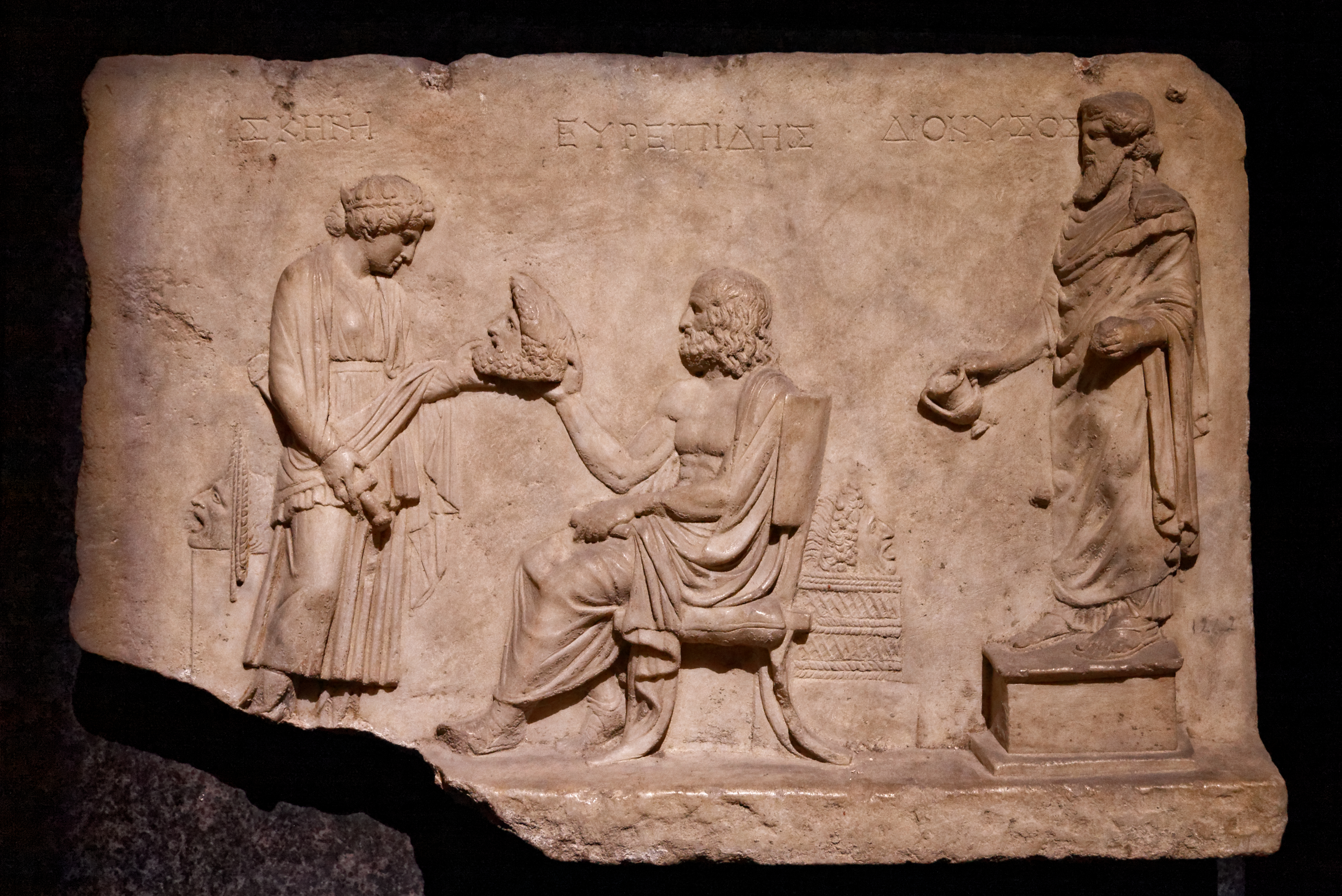
Bas-relief en marbre représentant Euripide assis (au centre)

Euripide était le plus jeune des trois grands tragédiens, qui étaient presque contemporains : sa première pièce fut jouée treize ans après la première pièce de Sophocle, et trois ans seulement après le chef-d'œuvre d'Eschyle, l’Orestie. Alors qu'Eschyle avait combattu à Salamine, où la Grèce avait vaincu la Perse, Sophocle était juste assez âgé pour célébrer la victoire dans un chœur de garçons, tandis qu'Euripide naquit le jour même de la bataille. Une grande partie de sa vie et de sa carrière coïncida avec la guerre du Péloponnèse, au cours de laquelle Athènes et Sparte se disputèrent l'hégémonie sur la Grèce, mais il ne vécut pas assez longtemps pour voir la défaite finale de sa cité.
Il se lance dans la tragédie à partir de 455. Sa première pièce, Les Péliades, remporte un troisième prix. Il remporte ensuite un premier prix aux Dionysies en 441 puis deux autres en 428 et en 403 et devient rapidement assez populaire. Plutarque, dans sa Vie de Nicias, raconte qu'après le désastre naval de Syracuse en 413, les prisonniers athéniens capables de réciter des tirades d'Euripide sont relâchés. En 420, il représente Mélanippe la Philosophe, dont Plutarque cite quelques passages, dans le Dialogue sur l'Amour issu de ses Œuvres morales (756b).

### Dernières années
Il se serait reclus et fabriqué une maison dans une grotte de Salamine, « où il se constitua une imposante bibliothèque et vécut en communion journalière avec la mer et le ciel ».
Dans Les Acharniens, Aristophane le dépeint comme un reclus vivant une vie morose dans une cabane, entouré par les costumes en lambeaux de ses personnages à la réputation douteuse. Cependant, on retrouve une description similaire dans la pièce plus tardive Les Thesmophories, où Agathon, un autre poète tragique, est dépeint dans des conditions aussi étranges ou presque. Ce fait symbolise probablement l'isolement d'un intellectuel bien en avance sur son temps.

#### Retraite en Macédoine et mort
Après Oreste, produit en 408, Euripide se serait retiré en 406 en Macédoine, à la cour d'Archélaos. En chemin, il s'arrête quelque temps en Magnésie, où on l'honore d'une proxénie. Parvenu à la cour d'Archélaos, il écrit deux pièces, Les Bacchantes et Archélaos (aujourd'hui perdu).
Il meurt au début de l'année 406. « Une double tradition voudrait qu'il eût péri déchiré par des chiens — ou par des femmes », ou frappé par la rudesse de l'hiver macédonien, selon un chercheur moderne.

## Œuvre
Face à la perte massive de la littérature antique, Euripide est beaucoup mieux conservé que Eschyle et Sophocle (sept pièces chacun) : 19 pièces sont parvenues sous son nom, dont son drame satyrique Le Cyclope, ainsi que la tragédie Rhésos (considérée comme apocryphe). C'est approximativement un cinquième de l'œuvre complète. L'étendue des fragments (agrandie avec les papyrus d'Oxyrhynque et d'autres en Égypte) est également la plus vaste. Cette conservation est dû d'abord à la popularité d'Euripide qui supplanta les deux autres tragiques, mais également à des principes pédagogiques et au hasard manuscrit. Ses pièces considérées comme ses meilleures œuvres (Télèphe, Phaéton, Andromède) n'ont pas survécu.
Le nombre de drames est difficile à déterminer, les sources épigraphiques et papyrologiques sont fragmentaires. Selon deux traditions biographiques, le décompte donne 92 drames, 67 ou 78 pièces conservées alors, trois à l'authenticité contestée et huit satires. Selon la Souda, il écrit 75 ou 92 drames, répartis en 22 tétralogies, 77 sont conservés. Selon Thomas Magister, Euripide compose 92 drames dont 8 satires. Les données globales concordent, certaines divergent car ils excluent les satires, les pièces jouées hors d'Athènes (Archélaos et Andromaque) et les apocryphes, soit 92 drames dont 78 conservés à l'époque antique, dont 3 apocryphes. Des philologues supposent que 14 drames ont disparu avant la création de la bibliothèque d'Alexandrie.

### Transmission
La transmission textuelle des pièces entre la date de leur composition, au Ve siècle av. J.-C., et l'ère de l'imprimerie, a été un processus très aléatoire au cours duquel une grande partie du travail d'Euripide a été perdue ou corrompue.
Les pièces d'Euripide, comme celles d'Eschyle ou de Sophocle, ont d'abord circulé sous forme écrite parmi les membres du public et les acteurs de petits festivals, en tant qu'aide-mémoires. Cependant, certaines conventions littéraires n'avaient pas encore été inventées : il n'y avait pas d'espace entre les mots, pas de véritables règles de ponctuation, ni d'élision, ni de marques pour la respiration ou pour les accents (qui sont des guides pour la prononciation et donc pour la reconnaissance du mot), pas de convention pour symboliser le changement de personnage ni de didascalie, et les vers étaient écrits les uns à la suite des autres comme de la prose. Il est possible que ceux qui achetaient ces textes introduisaient leurs propres marques pour l'interprétation des vers. Des découvertes de papyrus montrent, par exemple, qu'un changement de personnages était négligemment noté par une variété de signes qui seraient les équivalents des actuels tirets, deux points et point final. L'absence de conventions éditoriales modernes, qui sont une aide à la compréhension, a été très longtemps une source d'erreurs affectant la transmission des textes. Des erreurs se glissèrent également quand Athènes remplaça son vieil alphabet attique par l'alphabet ionien, un changement établi par la loi en 403-402, ajoutant ainsi une nouvelle complication au travail de copie. De nombreuses erreurs viennent aussi de la tendance des acteurs à interpoler des mots ou des vers, produisant tant d'erreurs et de variations que Lycurgue proposa une loi, en 330, disposant « […] que les pièces d'Eschyle, de Sophocle et d'Euripide devaient être transcrites et préservées dans une institution publique ; que le fonctionnaire devait lire le texte avec les acteurs ; et que toutes les représentations qui ne se conformeraient pas à cette règle devaient être rendues illégales ». La loi fut cependant vite enfreinte et nombre d'acteurs continuèrent à faire leurs propres changements jusque vers 200, après quoi cette habitude perdit de la vigueur.

#### École d'Alexandrie
C'est au début du IIIe siècle av. J.-C. qu'Aristophane de Byzance regroupa toutes les pièces entières d'Euripide en une édition, colligées à partir de copies antérieures, en les accompagnant d'une introduction ainsi que d'un commentaire publié séparément. Cette pratique d'édition, qui s'imposa et devint courante, respecte plusieurs conventions éditoriales que les lecteurs modernes s'attendent à trouver, même s'il n'y avait toujours pas d'espaces entre les mots, ni de ponctuation ou très peu, ni de didascalies. Mais il y avait des abréviations de noms qui désormais démarquaient le changement de personnage, les chants étaient découpés en cola (lignes) et en στροφαί /strophaí (strophes), et un système d'accentuation avait été introduit.

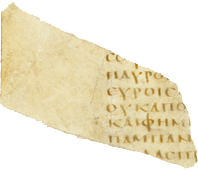
Fragment d'un codex en vélin entre les, montrant les vers en anapestes de Médée, lignes 1087-91. Aussi minces qu'ils soient, ces fragments ont influencé les éditions modernes de la pièce.

Après la création de cette édition standard, le texte fut en grande partie exempt d'erreurs, si l'on met à part la corruption graduelle inhérente à une copie manuscrite répétée. La plupart de ces erreurs survinrent durant la période byzantine, lorsqu'on passa de l'écriture onciale à la minuscule, et de nombreuses erreurs étaient dues au fait que les graphies η, ι, οι et ει du grec ancien correspondaient toutes à un même phonème en grec byzantin.
Aux alentours de 200 av. J.-C., une édition d'œuvres choisies (d'autres éditions ont peut-être existé mais sans subsister), sélectionnées selon des critères moraux et pédagogiques, comprenant dix pièces au total, et qui contenait certains commentaires, appelés scholies, dans les marges, peut-être à usage scolaire, commença à circuler. Des éditions similaires étaient apparues pour Eschyle et Sophocle, chacun ayant sept pièces. Cette sélection devint canonique au fil du temps. Elle inclut Hécube, Oreste, Les Phéniciennes, Hippolyte, Médée, Alceste, Andromaque, Rhésus, Les Troyennes et Les Bacchantes. Les autres drames ne furent pas retranscrits lors du passage au parchemin et furent progressivement perdus, également à cause des éléments extérieurs et hostiles : « L'expansion des Goths et des Tartares à travers le monde romain, la destruction des bibliothèques par des papes et des empereurs colériques et fanatiques, étaient défavorables au progrès mais pas entièrement fatales à la conservation des études littéraires ».

#### Édition «alphabétique»
Euripide eut cependant plus de chance que les autres tragiques car une seconde édition de son œuvre a survécu, durant l'époque byzantine, neuf pièces compilées dans un ordre alphabétique de E à K et probablement issue d'une édition complète, mais sans scholies. Furent ainsi sauvées le prologue apocryphe de Danaé puis Hélène, Électre, Héraclès, Héraclides, Cyclope, Ion, Les Suppliantes, Iphigénie en Tauride et Iphigénie à Aulis. Cette édition alphabétique fut combinée à l'édition de pièces choisies par un érudit byzantin inconnu, qui rassembla ainsi les 17 pièces qui subsistent. Les œuvres choisies se retrouvent dans de nombreux manuscrits médiévaux, mais deux manuscrits seulement préservent les pièces en ordre « alphabétique ». Ces manuscrits sont souvent appelés « L », d'après la bibliothèque Laurentienne et « P » d'après la bibliothèque Palatine, où ils sont conservés. On pense que P est issu, pour les pièces alphabétiques et certaines des pièces choisies d'un ancêtre de L, mais que le reste provient d'une autre source. P comprend toutes les pièces complètes d'Euripide, mais il manque à L Les Troyennes et la fin des Bacchantes.
En plus de L et P, et de nombreux autres manuscrits médiévaux, on possède également des fragments de pièces sur papyrus. Ces fragments de papyrus n'ont souvent pu être déchiffrés qu'au moyen de la technologie moderne. En juin 2005, des philologues classiques de l'université d'Oxford ont travaillé sur un projet commun avec l'université Brigham Young, utilisant la technologie d'imagerie par résonance magnétique pour retrouver des écrits illisibles autrement dans les Papyrus d'Oxyrhynque. Ces sources permettent aux spécialistes de reconstituer les pièces originales. Mais certaines pièces, telles Les Phéniciennes et Iphigénie en Aulide, sont sérieusement corrompues par des interpolations. En fait, l'existence même des pièces « alphabétiques », ou plutôt l'absence d'une édition équivalente pour Sophocle et Eschyle, pourrait avoir déformé notre perception des qualités propres à Euripide, car la plupart de ses pièces les moins « tragiques » sont dans cette édition et les deux autres poètes tragiques pourraient apparaître tout aussi à la limite du genre tragique que celles de cet « infatigable expérimentateur » qu'était Euripide si nous possédions d'eux davantage que l'édition de leurs chefs-d'œuvre,.

### Chronologie
Euripide participe pour la première fois aux Dionysies, le célèbre festival théâtral athénien, en 455, un an après la mort d'Eschyle, mais ce n'est qu'en 441 qu'il gagne le premier prix. Sa dernière compétition à Athènes date de 408. Les Bacchantes et Iphigénie à Aulis ont été représentées après sa mort, en 405, et il remporta le premier prix à titre posthume. En tout, ses pièces gagnèrent le premier prix cinq fois.
Ses pièces et celles d'Eschyle et de Sophocle témoignent d'une différence de pensée. Ce palier entre générations est probablement dû au développement de la sophistique à partir du milieu du Ve siècle av. J.-C. : Eschyle continuait de se référer à la Grèce archaïque, Sophocle était en transition entre deux périodes et Euripide était entièrement inspiré par le nouveau courant de l'Époque classique. Si on observe les pièces d'Euripide dans l'ordre chronologique, elles révèlent également une possible évolution de pensée, ce qui fournit une sorte de « biographie spirituelle », que résument les étapes suivantes :
- une première période de grandes tragédies (Médée, Hippolyte) ;
- une période patriotique sur fond de guerre du Péloponnèse (Les Héraclides, Les Suppliantes) ;
- une période médiane de désillusion sur l'absurdité de la guerre (Hécube, Les Troyennes) ;
- une période d'évasion qui se concentre sur l'intrigue romantique (Ion, Iphigénie en Tauride, Hélène) ;
- une période finale de désespoir tragique (Oreste, Les Phéniciennes, Les Bacchantes).

Cependant, plus des trois quarts de ses pièces ont été perdues et même les pièces les plus complètes qui nous sont parvenues ne permettent pas de dresser un tableau exhaustif de son évolution : ainsi, si Iphigénie en Tauride date de la même période que Les Bacchantes, pièce pleine de désespoir, elle contient des éléments qui devinrent typiques du renouvellement de la comédie. Dans Les Bacchantes, Euripide restaure le rôle traditionnel du chœur et du discours dans l'intrigue tragique, et la pièce semble être le point culminant d'une tentative de régression et d'archaïsation qui transparaît dans ses dernières œuvres. Supposée avoir été composée sur les terres sauvages de Macédoine, Les Bacchantes dramatise un aspect primitif de la religion grecque, et certains critiques modernes ont pour cela interprété cette pièce d'une manière particulière dans la biographie. Elle est vue comme une sorte de conversation sur son lit de mort autour d'une conversion ou d'une renonciation à l'athéisme, une tentative du dramaturge de se défaire de l'accusation d'impiété qui condamnera plus tard son ami Socrate, ou le signe d'une nouvelle croyance selon laquelle la religion peut être analysée rationnellement.

#### Sources directes
Les dates originelles de production de certaines pièces d'Euripide nous sont connues par des documents antiques, comme les listes de lauréats aux Dionysies, et on doit se contenter d'approximations pour le reste. Le dramaturge et son œuvre sont parodiés par des poètes comiques comme Aristophane, les dates connues de leurs propres pièces servant dès lors de terminus ante quem, bien que l'intervalle entre les deux puisse être considérable (par exemple, 27 ans séparent Telephus, représentée en 438, de sa parodie dans les Thesmophories en 411). Les références à des événements contemporains fournissent un terminus post quem, bien que parfois, les références puissent même précéder un événement datable (p. ex., les vers 1074-89 d'Ion décrivent une procession à Eleusis, épisode probablement écrit avant que les Spartiates n'occupent la ville durant la guerre du Péloponnèse).

#### Stylométrie
D'autres indices de datation sont obtenues par la stylométrie. La tragédie grecque se compose de parties lyriques et de dialogues. Ces derniers sont principalement rédigés en trimètres iambiques (trois paires d'iambes par vers). Euripide « résout » parfois les deux syllabes de l'iambe (˘¯) en trois syllabes (˘˘˘). Cette tendance s'est accentuée avec le temps, à tel point que le nombre de « pieds résolus » d'une pièce peut servir à indiquer une date approximative de composition (cf. infra). On constate également un enrichissement du vocabulaire, consistant souvent en l'usage de préfixes pour modifier les acceptions des mots, ce qui permet au texte d'adopter un rythme plus naturel, tout en autorisant davantage de subtilités psychologiques et philosophiques.
Par ailleurs, Euripide emploie occasionnellement le tétramètre trochaïque catalectique, considéré par Aristote comme le mètre d'origine du dialogue tragique, dans ses dernières pièces, alors qu'il semble ne l'avoir pas du tout utilisé au début de sa carrière. Les Troyennes constituent le premier exemple d'un usage étendu de ce schéma métrique, ce qui est symptomatique d'une tendance curieuse à l'archaïsme que l'on peut observer dans ses dernières pièces,.
Les pièces tardives font aussi un usage étendu de la stichomythie, dialogues où deux personnages se répondent vers pour vers. La plus longue occurrence de ce procédé représente 105 vers dans Ion (v. 264-369). Eschyle n'excédait jamais 20 lignes de stichomythie ; le plus long exemple chez Sophocle ne dépasse pas cinquante lignes, et est interrompu plusieurs fois par des ἀντιλαβαί (Électre).
Les parties lyriques d'Euripide dans les parties chantées de ses œuvres montrent l'influence de Timothée de Milet dans les dernières pièces. Le rôle du chanteur individuel devient prééminent, et on lui donne plus d'ampleur, pour lui permettre de faire voir sa virtuosité dans des duels lyriques entre acteurs. Certaines fonctions du chœur sont remplacées par ses monodies. Au même moment, les odes chorales commencent à adopter certaines caractéristiques des dithyrambes, réminiscence de la poésie de Bacchylide, qui présente un traitement complexe des mythes. Parfois, ces odes chorales semblent n'être reliées que lâchement à l'intrigue de la pièce, ne rejoignant l'action que dans leur ton. Les Bacchantes, où il restaure le rôle traditionnel du chœur, constituent cependant un retour aux schémas anciens, peut-être par un effet archaïsant délibéré ou simplement parce qu'il n'y avait pas de chanteurs virtuoses en Macédoine, où la pièce pourrait avoir été écrite.

#### Liste des œuvres

##### Tragédies
- Alceste (Ἄλκηστις / Álkêstis) en -438
- Médée (Μήδεια / Mếdeia) en -431
- Les Héraclides (Ἡρακλεῖδαι / Hêrakleĩdai) en -430

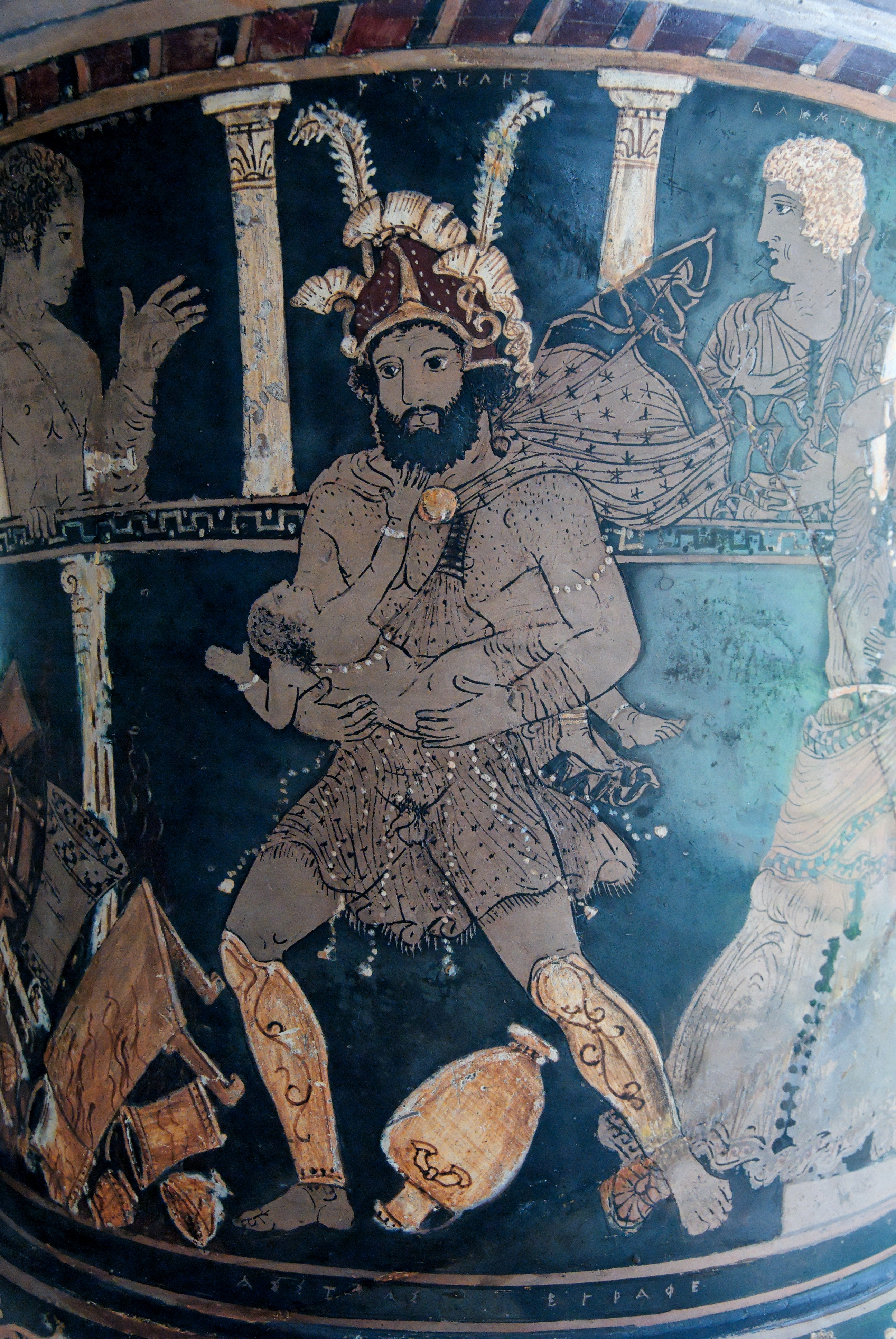
Héraclès furieux, cratère d'Asteas probablement inspiré de La Folie d'Héraclès d'Euripide

- Hippolyte porte-couronne (Ἱππόλυτος στεφανοφόρος / Hippólytos stephanophóros) en -428
- Andromaque (Ἀνδρομάχη / Andromákhê) en -426[56]
- Hécube (Ἑκάϐη / Hekábê) en -424[57]
- Les Suppliantes (Ἱκέτιδες / Hikétides) en -423[58]
- Ion (Ἴων / Íôn) en -419[59]
- La Folie d'Héraclès (Ἡρακλῆς μαινόμενος / Hêraklễs mainómenos) en -416[58]
- Les Troyennes (Τρῳάδες / Trốiádes) en -415[56]
- Iphigénie en Tauride (Ἰφιγένεια ἡ ἐν Ταύροις / Iphigéneia hê en Taúrois) en -414[57]
- Électre (Ἠλέκτρα / Êléktra) en -413[57] ;
- Hélène (Ἑλένη / Hêlénê) en -412[60],[61]
- Les Phéniciennes (Φοινίσσαι / Phoiníssai) v. -410
- Oreste (Ὀρέστης / Oréstês) en -408[57]
- Iphigénie à Aulis (Ἰφιγένεια ἡ ἐν Αὐλίδι / Iphigéneia hê en Aulídi) en -406[57]
- Les Bacchantes (Βάκχαι / Bákkhai) en -405[58]

##### Drame satyrique
Le Cyclope (Κύκλωψ / Kýklôps) est un drame satyrique relatant le célèbre épisode de Polyphème, dans l’Odyssée.

#### Œuvres fragmentaires
On a conservé des fragments de tragédies formant un total d'environ 3 000 vers, dont 1 000 pour la seule Hypsipyle.
- Télèphe (Τήλεφος / Têlephos) en 438
- Autolycos A et B, satires[62].
- Les Crétois (Κρητές / Krêtés) en 435
- Égée (Αἰγεύς / Aigeús) avant 431
- Sthénébée (Σθενέϐοια / Sthenéboia) avant 429
- Bellérophon (Βελλεροφόντης / Bellerophontês) en 430-425 qui comporte seulement 90 vers conservés, dont cette célèbre[réf. nécessaire] tirade : « Si les dieux commettent un acte non respectable, ce ne sont pas des dieux ».
- Cresphontès (Κρεσφόντης / Kresphóntês) vers 425
- Érechthée (Ἐρεχθεύς / Erekhtheús) en 422
- Phaéton (Φαεθών / Phaethôn) en 427-404, 200 vers conservés dont une centaine par Plutarque. Goethe en a tenté une reconstitution.
- Mélanippe la Sage ou Mélanippe la Philosophe (Μελανίππη σοφή / Melaníppê sophê) vers 420
- Alexandre (Ἀλέξανδρος / Aléxandros) en 415
- Palamède (Παλαμήδης / Palamếdês) en 415, 43 vers conservés (dont une dizaine incomplets). La pièce multipliait les innovations.
- Sisyphe (Σίσυφος / Sísyphos) en 415
- Mélanippe enchaînée (Μελανίππη δεσμώτις / Melaníppê desmótis) en 412
- Andromède (Ἀνδρομέδα / Androméda) en 412 avec Hélène
- Antiope (Ἀντιόπη / Antiópê) vers 410
- Archélaos (Ἀρχέλαος / Arkhélaos) vers 410
- Hypsipyle (Ὑψιπύλη / Hupsipulê) en 412-405, la plus importante en taille car de larges extraits en ont été retrouvés sur papyrus. Mais, par ce même fait, la lecture en est difficile. D'autre part subsiste un trou de 500 vers ce qui rend les reconstitutions toujours problématiques.
- Philoctète (Φιλοκτήτης / Philoktêtês) vers 410
- Hippolyte voilé (Ἱππόλυτος καλυπτόμενος / Hippólutos kaluptómenos)
- Plisthène (Πλεισθένης / Pleisthénès)
- Éole (Αἰόλος / Aiolos), dont on retrouve le fragment 21, 3[63] dans la Métaphysique de Théophraste[64] : « des biens ne sauraient se produire séparément » et « Qu'y a-t-il de honteux dans un acte, s'il ne paraît pas tel à son auteur ? »[65]
- Polyidos, dont on connaît plusieurs fragments, dont un extrait par le Gorgias de Platon[66] : « Qui sait si la vie n'est pas pour nous une mort, Et la mort une vie ? »[67]. D'autres fragments jusqu'ici inconnus ont été mis au jour en 2024[23].
- Phryxos, pièce à laquelle on attribue l'extrait dont il est question ci-dessus[66]

#### Œuvre apocryphe
- Rhésos (Ῥῆσος / Rhễsos) : tragédie très vraisemblablement apocryphe. Le débat autour de son authenticité se base surtout sur des critères stylistiques[68].

La Vie d'Euripide signale trois pièces apocryphes, Tennès, Rhadamantys et Pirithoos, attribués à Critias.

## Analyse

### Contexte
La tragédie athénienne à l'époque d'Euripide était une compétition publique entre dramaturges, subventionnée par l'État, et qui récompensait les vainqueurs. Les pièces, versifiées, étaient récitées ou chantées, et le cadre de la représentation consistait en un espace circulaire ou orchestre où le chœur pouvait danser, un espace pour les acteurs, au nombre de trois (pour les rôles parlants) à l'époque d'Euripide, un décor ou σκηνή/skênê, et certains effets spéciaux : un ekkyklêma et une mèchanè, servant à mettre en œuvre le procédé du Apò mêkhanễs theós. Avec l'introduction du troisième acteur, innovation attribuée à Sophocle, on commença à considérer le jeu d'acteur comme un talent qui devait être récompensé par un prix, et qui requérait un long apprentissage dans le chœur. Euripide et d'autres dramaturges composèrent en conséquence de plus en plus de parties lyriques destinées aux acteurs accomplis, et cette tendance se renforce dans ses dernières pièces : la tragédie était un « genre vivant et mouvant ».
Les poètes tragiques présentaient chacun une tétralogie (théâtre), qui comprenait trois tragédies et un drame satyrique.

#### Un genre didactique et lié à l'expérience démocratique
La tragédie du Ve siècle av. J.-C. était un lieu de rassemblement visant à « maintenir et développer les fondements moraux » de la société et elle offrait aux spectateurs une « sphère de discussion institutionnalisée tout à fait unique ». Le rôle d'un dramaturge n'était pas seulement de divertir mais aussi d'éduquer ses concitoyens ; il se devait dès lors d'être le porteur d'un message.

### Actualisation des mythes
Les sujets étaient tirés de la mythologie traditionnelle, mais l'auteur devait se montrer innovant pour maintenir l'intérêt du public ; ces innovations menaient à une redéfinition des figures héroïques, et à l'utilisation du passé mythique pour traiter de problèmes actuels. La différence entre Euripide et ses prédécesseurs est de taille : ses personnages parlent du présent plus directement et de façon plus polémique que ne le faisaient Eschyle et Sophocle, parfois jusqu'au point de mettre en question l'ordre démocratique. Ainsi, par exemple, Ulysse est décrit dans Hécube comme un individu « à l'esprit agile, au parler agréable et qui plaît au peuple », soit une sorte de démagogue qui se rencontrait souvent à Athènes durant la Guerre du Péloponnèse. En tant que porte-paroles des problèmes contemporains, ils « semblent tous avoir suivi au moins un cours élémentaire de déclamation publique ».

Les dialogues contrastent souvent de façon si marquée avec l'arrière-plan mythologique et héroïque qu'il semble y avoir là une visée parodique de la part d'Euripide. Par exemple, dans Les Troyennes, où la prière rationnelle de l'héroïne provoque le commentaire de Ménélas : 

« Hécube : Ô toi qui fais se mouvoir la terre, et qui habites en elle, qui que tu sois enfin, impénétrable à la pensée, Zeus ! Nécessité de la nature ou Esprit des mortels, je t’implore ! car, par des voies cachées, tu mènes avec équité toutes les choses mortelles !
Ménélas : Qu’est-ce que cela ? Quelles prières inaccoutumées aux Dieux ! »

### Aspect rhétorique
Les citoyens athéniens, qui fréquentaient l'Assemblée et les cours de justice, étaient familiers de la rhétorique, et certains chercheurs pensent qu'Euripide s'intéressait à ses personnages davantage pour leur rôle d'interlocuteurs amenés à débattre de questions de fond plutôt que pour leur vraisemblance psychologique. Ils sont conscients de parler de manière empruntée, et leur élocution apparaît comme malhabile, gauche, comme si Euripide explorait la nature problématique du langage et de la communication. Ainsi, dans l'exemple précédent, Hécube se présente comme une intellectuelle sophistiquée avec une conception rationnelle du cosmos et, pourtant, son discours est mal adapté à son auditoire, car Ménélas est un auditeur peu éduqué. En outre, bientôt, le meurtre brutal de son petit-fils par les Grecs victorieux montre que sa prière ne convenait pas non plus au cosmos. Dans Hippolyte, les dialogues sont verbeux et maladroits comme s'il voulait souligner les limitations du langage.

### Comique
Euripide est considéré comme le prédécesseur d'auteurs comiques aussi divers que Ménandre et George Bernard Shaw.
Eschyle et Sophocle créaient, eux aussi, des effets comiques par le contraste entre l'héroïque et le banal, mais ils n'employaient à cet effet que des personnages secondaires, alors qu'Euripide va plus loin, en utilisant également des personnages principaux. Ses touches comiques peuvent être vues comme un moyen d'accentuer le souffle tragique, et son réalisme, qui fait souvent paraître ses personnages à la limite du ridicule, présente un monde d'héroïsme avili : « La perte de toute substance intellectuelle et morale devient un élément central de la tragédie ».
Les retournements psychologiques sont courants, et adviennent parfois si soudainement que l'inconsistance des personnages a été décriée par de nombreux critiques, entre autres Aristote, qui cite en exemple Iphigénie à Aulis. Pour d'autres, cette inconsistance psychologique n'est pas un réel point d'achoppement à la création d'une bonne pièce : « Euripide vise une plus grande largeur de vue : il cherche à exposer les deux plans, émotionnel et rationnel, auxquels l'être humain confronte sa propre mortalité. » Certains, toutefois, considèrent qu'un comportement imprévisible est réaliste dans une tragédie : « partout on voit à l'œuvre chez Euripide une préoccupation pour la psychologie individuelle et ses aspects irrationnels […] Chez lui, la tragédie explore pour la première fois les recoins intimes de l'âme humaine et laisse les passions faire tourner l'action ». La tension entre la raison et la passion est symbolisée par la relation avec les dieux, comme on le voit dans la prière d'Hécube, à laquelle ne répondent ni Zeus, ni la Raison, mais le brutal Ménélas comme s'il parlait au nom des anciennes divinités. Et c'est le cas par excellence dans Les Bacchantes, où le dieu Dionysos brutalise ses propres adeptes. Par ailleurs, quand les dieux apparaissent, comme ils le font dans huit de ses pièces entières, ils sont comme « sans vie et mécaniques ». Parfois condamné par des critiques comme une façon peu imaginative de terminer une histoire, le spectacle d'un dieu en train de prononcer un jugement du haut d'une machine de théâtre pourrait en fait viser à provoquer de façon délibérée un certain scepticisme envers les dimensions religieuses et héroïques de ses pièces,. De même, ses pièces commencent souvent d'une façon banale qui mine l'illusion théâtrale. À la différence de Sophocle, qui établissait le lieu et le contexte de ses pièces par un dialogue introductif, Euripide prête à une divinité ou à un personnage humain un monologue pour dire directement au public tout ce que celui-ci a besoin de savoir afin de comprendre l'action subséquente.

### Effacement des genres
Eschyle et Sophocle furent innovants, mais Euripide était arrivé à un tel résultat dans ce « genre toujours mouvant » qu'il pouvait facilement basculer du tragique au comique, du romantique au politique, une versatilité qui ressort dans ses pièces mais également dans le déroulement de sa carrière. Son potentiel comique repose dans son utilisation de personnages « contemporains », sa sophistication, sa langue relativement familière (voir infra), et son usage ingénieux d'intrigues centrées sur les motivations, qui devinrent plus tard caractéristiques de la nouvelle comédie de Ménandre, comme la « scène de reconnaissance ». D'autres tragédiens avaient également utilisé cette scène, mais elle était de souffle épique, comme dans les Choéphores d'Eschyle, qu'Euripide parodia dans Électre. Euripide était unique parmi les tragédiens par son incorporation de critique théâtrale dans son œuvre. La mythologie, avec ses relents d'exotisme, ses aventures héroïques et ses batailles épiques, constituait un terrain potentiel pour le mélodrame romantique de même que pour des commentaires politiques sur un thème martial, de sorte que les pièces d'Euripide sont un mélange extraordinaire d'éléments divers. Par exemple, Les Troyennes, composées après le massacre de Milos - sur lequel Thucydide a écrit un passage célèbre, The Melian Debate (en) - et pendant les préparatifs de l'expédition de Sicile, sont un pamphlet sur le thème de l'atrocité de la guerre, et vraisemblablement une critique de l'impérialisme athénien, mais elle contient un dialogue comique entre Ménélas et Hécube (voir supra) et le chœur considère Athènes, « terre bénie de Zeus »[réf. nécessaire], comme un refuge désirable. Une telle complexité, une telle ambiguïté sont typiques de ses sentiments à la fois patriotiques et pacifistes.

#### Drames satyriques
Les quelques fragments de drames satyriques attribués à Eschyle et Sophocle montrent que c'étaient des pièces lâchement structurées, sans autre but que celui de divertir. Au lieu de cela, le Cyclope d'Euripide, seul drame complet que nous ayons conservé, est plutôt structuré comme une tragédie, et est empreint d'ironie critique caractéristique du reste de son œuvre. C'est dans l'Alceste, un mélange d'éléments tragiques et satyriques, que son habileté à effacer les frontières entre les genres est la plus visible. Cette quatrième pièce de sa tétralogie de 438, c'est-à-dire la position qu'occupent habituellement les drames satyriques, est une « tragédie » qui présente Héraclès comme un héros satyrique, dans des scènes conventionnelles du genre satyrique : une arrivée, un banquet, une victoire sur un ogre (ici la Mort), une fin heureuse, une fête, et un départ pour de nouvelles aventures.

### Féminisme
Euripide était également connu parmi les écrivains de l'Athènes classique pour sa sympathie sans égale envers toutes les victimes de la société, femmes incluses,. Son public masculin conservateur fut fréquemment choqué par les « hérésies » qu'il plaçait dans la bouche de ses personnages, comme ces mots de l'héroïne Médée : « Je préférerais lutter trois fois sous un bouclier que d’accoucher une seule fois ».

### Nature humaine et statut social
Les protagonistes d'Eschyle et de Sophocle faisaient parfois la distinction entre les esclaves serviles par nature et ceux qui le deviennent simplement par les circonstances, mais Euripide va plus loin : il affirme que la vraie marque de la valeur d'un individu, c'est son esprit plutôt que sa condition physique ou sociale. Ainsi, dans Hippolyte, une reine malade d'amour se raisonne quant à sa position, et ses paroles sont un commentaire sur le mérite intrinsèque en même temps qu'une réflexion sur l'adultère : « Ce fléau a d'abord commencé dans les familles aristocratiques, et quand des choses honteuses semblent approuvées par les élites, alors le petit peuple à son tour commence à son tour à les considérer comme acceptables… ».

### Langue
Sa langue et son style ne sont pas fondamentalement différents de ceux d'Eschyle ou de Sophocle. Il emploie des mètres poétiques, un vocabulaire rare, très imagé (?), une syntaxe complexe et des figures de style, traits tous destinés à l'obtention d'un style élevé. Cependant, ses rythmes ont quelque chose de plus libre et de plus naturel que ceux de ses prédécesseurs, et le vocabulaire a été élargi pour permettre des subtilités intellectuelles et psychologiques.

### Musique
Euripide était également un grand poète lyrique. Dans sa Médée (v. 824 et suiv.), par exemple, il composa pour sa cité le plus noble de ses éloges. Ses compétences en matière de lyrisme ne sont cependant pas confinées à des poèmes isolés : « Une pièce d'Euripide est un tout musical […] une musique fait écho à une précédente, en même temps qu'elle en annonce une autre. ». Pour certains, les parties lyriques semblent souvent déconnectées de l'action, mais ce point fait toujours l'objet de débats dans le monde universitaire.
Euripide est le seul des trois « grands tragiques » auxquels on puisse attribuer, avec quelque vraisemblance, une œuvre musicale. Un extrait de son Oreste (v. 338-344), inscrit sur papyrus, daterait de -200, soit « seulement » 200 ans après sa mort. Dès lors, en tenant compte de l'académisme de l’Athènes d'alors, il semble plausible qu'il en soit le compositeur. La musique en elle-même est un chromatisme d'une grande pureté sonore (la, sol♯, si, si, la♯, la) ce qui la rend plus agréable à l'écoute que les autres productions musicales conservées de l'Antiquité. L'usage de ce chromatisme est par ailleurs caractéristique d’Euripide, si l'on en croit les quelques sources que nous avons sur le sujet.
Une autre « composition » d’Euripide extraite d’Iphigénie à Aulis nous est également parvenue, mais l'attribution est cette fois beaucoup plus incertaine et la musique (un simple accompagnement de lyre) d'un bien moindre intérêt.

## Accueil des critiques
Euripide a soulevé et continue de soulever des opinions contrastées au plus haut point à propos de son travail, aussi bien en faveur que contre celui-ci.
« Il était un problème pour ses contemporains, et il continue d'en être un ; à travers les siècles, depuis que ses pièces furent représentées pour la première fois, il fut hué ou accusé pour des raisons qui rendent parfois perplexe. Il a été décrit comme étant le « poète des Lumières de la Grèce ». », comme « Euripide l'irrationnel », mais aussi comme un sceptique religieux quand il n'était pas athée. D'un autre côté, on le décrit aussi comme croyant en la divine providence et en la justice divine. Il a été considéré comme un profond explorateur de la psychologie humaine et également comme un poète rhétorique qui subordonnait la consistance de ses personnages à la richesse verbale de ses pièces, comme un misogyne en même temps que comme un féministe, comme un réaliste qui ramène l'action tragique au niveau du quotidien et comme un poète romantique qui choisit des mythes inhabituels et des lieux exotiques. Il a écrit des pièces qui ont été largement considérées comme des pièces patriotiques supportant la guerre d'Athènes contre Sparte, et d'autres que de nombreuses personnes ont considérées comme étant des manifestes par excellence contre la guerre, et même des attaques contre l'impérialisme athénien. Il a été reconnu comme le précurseur de la Nouvelle Comédie mais également, ainsi qu'Aristote l'appelle, comme « le plus tragique des poètes » (Poétique 1453a30). Et aucune de ces descriptions n'est entièrement fausse.
Si Eschyle a remporté treize victoires en tant que dramaturge, et Sophocle au moins vingt, Varron rapporte aussi que, des 75 tragédies d'Euripide, cinq seulement furent couronnées, tandis qu'il était souvent battu par des poètes très faibles. Ce fait est souvent interprété comme une indication de son impopularité auprès de ses contemporains. Pourtant, une première place n'était pas le signe principal du succès (le système de sélection des juges était truqué), et le fait d'avoir été choisi pour concourir était à peine une marque de distinction. De plus, avoir été gratifié par Aristophane de tant d'attention comique est une preuve de l'intérêt populaire pour son travail. Sophocle appréciait suffisamment le travail du jeune poète pour être influencé par lui, ce qui est évident dans ses pièces tardives (Philoctète et Œdipe à Colone). Par ailleurs, d'après Plutarque, l'échec catastrophique de l'expédition de Sicile conduisit les Athéniens à négocier avec l'ennemi l'échange de traductions d'Euripide contre de l'eau et de la nourriture, signe que son œuvre était renommée. Plutarque nous rapporte également l'histoire des généraux spartiates victorieux qui, alors qu'ils avaient prévu la destruction complète d'Athènes et la réduction en esclavage de ses habitants, les épargnèrent après avoir été divertis par les parties lyriques de l’Électre d'Euripide : « Tous furent touchés et sentirent que ce serait une mauvaise action de détruire et d'anéantir une ville si glorieuse et qui produisait des hommes pareils à l’auteur de ces vers » (« πάντας ἐπικλασθῆναι, καὶ φανῆναι σχέτλιον ἔργον τὴν οὕτως εὐκλεᾶ καὶ τοιούτους ἄνδρας φέρουσαν ἀνελεῖν καὶ διεργάσασθαι πόλιν. »).

### Comiques
Les poètes tragiques étaient souvent moqués par les comiques durant les festivals théâtraux comme les Dionysies et les Lénéennes, et Euripide fut tourné en dérision plus que tous les autres. Aristophane en fait un personnage dans trois de ses pièces au moins : Les Acharniens, Les Thesmophories et Les Grenouilles. Pourtant, Aristophane a emprunté certaines méthodes du tragédien ; il fut d'ailleurs ridiculisé par un autre comique, Cratinos, qui le qualifie de « Maître en l'art de disséquer la finesse, un Euripidaristophanien ».
Dans Les Grenouilles, pièce écrite après la mort d'Euripide et d'Eschyle, Aristophane imagine le dieu Dionysos descendant dans l'Hadès à la recherche d'un grand poète qu'il ramènerait à Athènes. Après un débat entre les deux tragiques, le dieu ramène Eschyle à la vie, parce qu'il était, de par sa sagesse, le plus utile à Athènes, et écarte Euripide qu'il considère comme un homme intelligent tout au plus. Les Athéniens admiraient Euripide alors même qu'ils se méfiaient de son intellectualisme, au moins durant la guerre du Péloponnèse. Eschyle avait écrit sa propre épitaphe, commémorant sa vie de guerre combattant pour Athènes contre la Perse, sans mention aucune de son succès en tant que dramaturge, et Sophocle était célébré par ses contemporains pour son action sociale et ses contributions à la vie publique en tant qu'homme d'État, mais il n'y a pas de trace de la carrière d'Euripide, sa carrière théâtrale exceptée.

### Réception ultérieure
Moins d'un siècle plus tard, Aristote développe une théorie quasi « biologique » du développement de la tragédie à Athènes : selon lui, la forme artistique a grandi sous l'influence d'Eschyle, a mûri dans les mains de Sophocle, et là a commencé son déclin, qu'Euripide précipita.
Pourtant, « ses pièces continuèrent d'être applaudies bien après que celle d'Eschyle et de Sophocle eurent perdu leur actualité et leur pertinence. ».
Il fut aussi « le plus tragique des poètes ». Cette appellation est due à Aristote, qui faisait probablement référence au goût d'Euripide pour les fins malheureuses, mais elle a une portée plus large : « Car dans sa représentation de la souffrance humaine, Euripide touche aux limites de ce qu'un public peut supporter ; certaines de ces scènes sont presque insupportables »,.
Les Athéniens lui dressent en 330 une statue de bronze dans le théâtre de Dionysos.
À l'époque hellénistique, il devient un pilier de l'éducation littéraire, aux côtés d'Homère, de Démosthène et de Ménandre
À l'époque romaine, il influence l'œuvre tragique de Sénèque, qui compose également une Médée.
À la Renaissance, « Ce fut Euripide, et non Eschyle ou Sophocle, qui prêta ses muses tragiques pour la renaissance de la tragédie […] en Europe ».
Au XVIIe siècle, Jean Racine exprima son admiration pour Sophocle, mais a été surtout influencé par Euripide, dont les pièces Iphigénie à Aulis et Hippolyte ont servi de modèle pour l'élaboration d'Iphigénie et de Phèdre.
Au XIXe siècle, la réputation d'Euripide baisse radicalement lorsque Friedrich Schlegel et son frère August Wilhelm Schlegel se font les champions du modèle « biologique » de l'histoire du théâtre proposée par Aristote, qui associe Euripide à la décadence morale, politique et artistique d'Athènes. Dans des conférences prononcées à Vienne, qui ont connu quatre éditions entre 1809 et 1846, August Wilhelm soutient qu'Euripide « a non seulement détruit l'ordre de la tragédie mais en a complètement faussé le sens », une position qui influencera Friedrich Nietzsche, quoique celui-ci ne semble pas du tout avoir bien connu les pièces d'Euripide.
En dépit de ces critiques, le poète Robert Browning et sa femme Elizabeth Barrett Browning pouvaient étudier et admirer les frères Schlegel tout en appréciant le dramaturge grec qu'ils voient comme « notre Euripide, l'humain » (Wine of Cyprus stanza 12).
Le philologue Ulrich von Wilamowitz-Moellendorff, réagissant contre les Schlegel, affirme ainsi : « Une tragédie n'a pas besoin de finir tragiquement pour être tragique. Seul importe un traitement sérieux ».
Dans le monde anglo-saxon, le pacifiste Gilbert Murray a contribué à la popularité d'Euripide, parce qu'il était peut-être influencé par ses pièces opposées à la guerre.